# Ian Mosley
Ian F. Mosley (* 16. června 1953, Paddington, Londýn, Anglie) je anglický rockový bubeník, který hraje v britské progresivní rockové kapele Marillion od konce roku 1983, kdy nahradil Micka Pointera. Už předtím byl známý, protože hrál na bicí na dvou sólových albech Stevea Hacketta (kytaristy Genesis). V Marillion hraje dodnes.